# Weidig (Netzschkau)
Weidig ist eine zur Stadt Netzschkau gehörige Siedlung im nordöstlichen Vogtlandkreis (Freistaat Sachsen). Sie entstand um 1850.

## Geographie

### Geographische Lage
Weidig liegt im Norden des Gebiets der Stadt Netzschkau. Der Ort befindet sich im Osten des Naturraumes Vogtland im sächsischen Teil des historischen Vogtlands. Die Siedlung liegt im Tal der Göltzsch südlich der Landesgrenze zu Thüringen.

### Nachbarorte
|  | Reinsdorf                                   | Obermylau |
|  | Kompassrose, die auf Nachbargemeinden zeigt | Mylau     |
|  | Netzschkau                                  |           |

## Geschichte
Der Name „Weidig“ des Flurstücks an der Göltzsch nördlich von Netzschkau hat die Bedeutung „Weidengehölz“. Die gleichnamige Siedlung entstand in den Jahren 1850/51 mit dem Bau einer Ziegelei mit Wohnhaus und der Fabrikhalle des Textilbetriebes „Winkelmann & Glaß“ in der Nähe der Göltzschtalbrücke.  Nach 1856 folgten weitere Textil- und Metallbetriebe. Der Bau der Göltzschtalstraße (1911 bis 1913) hatte für die Entwicklung der umliegenden Industrie und den Tourismus große Bedeutung.
1952 entstand auf dem ehemaligen Gelände der Firma Berglas die zentrale Ausbildungsstätte des Kreises Reichenbach und im Jahr 1954 die BBS Nema. Nachdem die BBS Nema im Jahr 1990 geschlossen wurde, existierte im ehemaligen Lehrlingswohnheim bis 2008 die Gaststätte „Zur alten BBS“. Der TSV Mylau schuf sich ab dem Jahr 2000 in dem Areal die modernste Kegelanlage im Vogtland mit 6 Bahnen. Auf dem Gelände des ersten Netzschkauer Textilbetriebes errichtete der AZV Reichenbacher Land im Jahr 1997 die zentrale Kläranlage.

## Verkehr
Die Siedlung liegt an der Göltzschtalstraße, die Reichenbach im Vogtland und Netzschkau mit Greiz verbindet.